# Кузнецово (Никольский район)
Кузнецово — деревня в Никольском районе Вологодской области.
Входит в состав Теребаевского сельского поселения, с точки зрения административно-территориального деления — в Теребаевский сельсовет.
Расстояние по автодороге до районного центра Никольска — 19 км, до центра муниципального образования Теребаево — 1 км. Ближайшие населённые пункты — Теребаево, Мякишево, Гужово, Филиппово.
По переписи 2002 года население — 78 человек (36 мужчин, 42 женщины). Всё население — русские.